# Тьерра-ле-Баньеса
Тьерра-ле-Баньеса (исп. Tierra de La Bañeza)  — историческая область и  район (комарка) в Испании, находится в провинции Леон.

## Муниципалитеты
1. Алиха-дель-Инфантадо
2. Вильямонтан-де-ла-Вальдуэрна
3. Дестриана
4. Кастрильо-де-ла-Вальдуэрна
5. Кастрокальбон
6. Кастроконтриго
7. Кинтана-дель-Марко
8. Кинтана-и-Конгосто
9. Ла-Баньеса
10. Паласиос-де-ла-Вальдуэрна
11. Регерас-де-Арриба
12. Рьего-де-ла-Вега
13. Сан-Эстебан-де-Ногалес
14. Санта-Мария-де-ла-Исла
15. Санта-Элена-де-Хамус
16. Себронес-дель-Рио
17. Сото-де-ла-Вега